# Sandhi
Sandhi (sanskrt: „spoj”) pojam je koji se odnosi na brojne glasovne promjene na granicama morfema ili riječi. Naziv su skovali drevni sanskrtski gramatičari.
Ta pojava obuhvaća stapanje glasova na granicama riječi i alternacije jednoga glasa na koje utječu obližnji glasovi ili gramatička funkcija obližnjih riječi. Sandhi se opisuje u morfonologiji.
Javlja se u brojnim jezicima, a naročito u fonologiji indijskih jezika (npr. u sanskrtu, tamilskome, sinhalskome, teluguu, marathskome, hindskome, paliju, kanadskome, bengalskome, asamskome i malajamskome).
Podvrsta sandhija pod imenom tonski sandhi odnosi se na promjene tona između riječi i slogova. To je česta pojava u većini tonskih jezika, među kojima je i mandarinski kineski.

## Vrste

### Unutarnji i vanjski
Sandhi može biti:
- unutarnji, što znači da do promjene dolazi na granicama morfema unutar riječi. Primjerice, u riječi „brodski” glas /d/ čita se kao /t/ zbog utjecaja glasa /s/ u sufiksu -ski.
- vanjski, što znači da do promjene dolazi na granici dviju riječi. Primjerice, u rečenici „Otac bi kruha” glas /c/ ispred /b/ prelazi u /d͡z/.

U hrvatskome se unutarnji sandhi redovito bilježi u pravopisu, a vanjski sandhi, premda je riječ o čestoj pojavi, uglavnom ne. U engleskome se uglavnom nijedna vrsta ne bilježi u pismu; iznimke su riječi koje počinju prefiksima syn-, in-, en- i con-. Međutim, te se promjene bilježe u pismima jezika kao što su sanskrt, sinhalski, telugu, marathski i palijski, ali i u talijanskome (kad je riječ o sintaktičkoj geminaciji odraženoj u leksikaliziranoj složenici).
Učinci vanjskog sandhija katkad se morfologiziraju (tj. pojavljuju se samo u određenim morfološkim i sintaktičkim okruženjima), npr. u tamilskome, i s vremenom se pretvaraju u konsonantske mutacije.

### Tonskisandhi
U većini tonskih jezika prisutan je tonski sandhi, što znači da se tonovi riječi mijenjaju u skladu s određenim pravilima. Primjerice, u mandarinskom kineskom jeziku ton 3 zasebno se izgovara kao ton koji pada i potom raste. Međutim, kad se pojavi ispred još jednog tona 3, pretvara se u ton 2 (rastući ton), a ako se pojavi ispred bilo koje druge vrste tonova, izgovara se kao padajući ton koji ne raste. Tako se uobičajen pozdrav 你好 (nǐ hǎo; dvije riječi sadrže ton 3) izgovara nǐ hǎo. Prva se riječ izgovara s tonom 2, a u drugoj riječi ne dolazi do promjene.